# Zeunasa irrorata
Zeunasa irrorata är en insektsart som först beskrevs av Blanchard och Brullt 1846.  Zeunasa irrorata ingår i släktet Zeunasa och familjen lyktstritar. Inga underarter finns listade i Catalogue of Life.